# RgdBOEI

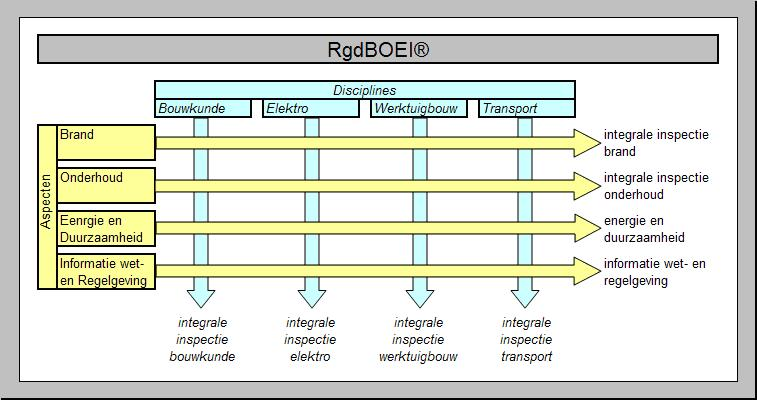
RgdBOEI schema, 2011

RgdBOEI is een geregistreerde Nederlandse handelsnaam. Het is een inspectiesystematiek voor gebouwen, die beoogt alle vormen van inspecties en beheer van gebouwen te integreren in één systeem. Deze systematiek is in 2009 geïntroduceerd door de Rijksgebouwendienst (afgekort de RGD), sinds 2014 het Rijksvastgoedbedrijf (RVB). Sinds het ontstaan is de naam RgdBOEI langzaam overgegaan in RVD-BOEI of RVD BOEI.
De vormen van inspectie zijn onderverdeeld in vier aspecten: Brandveiligheid; Onderhoud; Energiezuinigheid & duurzaamheid, Inzicht in het voldoen aan wet- en regelgeving. Dit geheel is afgekort tot BOEI.
Sinds 2014 valt de benaming BOEI-systematiek niet meer onder de handelsnaam RgdBOEI.

## Inleiding
De Rijksgebouwendienst (afgekort RGD), sinds 1 juli 2014 een onderdeel van het Rijksvastgoedbedrijf (RVB), is een onderdeel van het Ministerie van Binnenlandse Zaken en Koninkrijksrelaties. De gehele taak van deze dienst is omschreven in het (Koninklijk) Besluit Rijksgebouwendienst. De missie van de dienst luidt:
De Rijksgebouwendienst draagt bij aan het succesvol functioneren van zijn klanten door het bieden van efficiënte en effectieve huisvestingsoplossingen. Met het in stand houden van monumenten draagt de Rijksgebouwendienst bij aan het behoud van ons cultureel erfgoed.
Een paar van de subtaken binnen de beschreven taak van de RGD is het op orde brengen, op orde houden en beheren van alle gebouwen die het rijk in eigendom heeft, nodig heeft voor haar bedrijfsvoering of nodig acht voor de uitoefening van maatschappelijke taken door betrokken partijen. Soms zijn het monumenten, soms oudbouw, soms is het nog te realiseren (ver-)nieuwbouw.
In het kader van deze subtaken ziet de RGD er onder ander op toe dat de gebouwen in een vast te stellen cyclus beoordeeld worden op een aantal vaste aspecten. Deze aspecten zijn:
- veiligheid;
- gezondheid;
- bruikbaarheid;
- energie en duurzaamheid, milieu;
- maatschappelijk nut;
- mooi (in zoverre de dienst hierin kan sturen, zoals bij vernieuwbouw, renovaties van de schil ect.).

## Historie en aanleiding
In het verleden werden vaak verschillende inspecties uitgevoerd aan gebouwen, gebouwgebonden of gebouweigen installaties en andere gebouweigen onderdelen. Die inspecties werden om verschillende redenen uitgevoerd met vaak tegenstrijdigheden, conflicten, dubbel en niet efficiënt werk als resultaat.
De inspecties die tezamen worden gevoegd om tot één geïntegreerde inspectie te komen betreffen:
- onderhoud aan gebouwen, terreinen en installaties;
- brandveiligheid en gebruiksvergunning;
- arbo, gezondheid en veiligheid;
- energieverbruik, energiezuinigheid, duurzaamheid;
- specifieke noodzakelijke inspecties in verband met geldende vergunningen.

Omdat met al deze inspecties meerdere partijen (inspecteurs) in één gebouw, meerdere malen naar hetzelfde bouwdeel keken en nog steeds kijken met iedere keer een ander doel is gekozen om deze inspecties te integreren. BOEI is daarvan het resultaat. BOEI staat voor Brand, Onderhoud, Energie en duurzaamheid en Informatie Wet- en regelgeving.

## Systematiek
De RGD heeft na lang ontwikkelen in samenwerking met de marktpartijen (zowel de vastgoedmarkt als de inspectiemarkt) gekozen voor twee invalshoeken:
1. Aandachtsveld (of Aspecten);
2. Disciplines.

De disciplines zijn:
1. Bouwkunde;
2. Elektrotechniek;
3. Werktuigbouwkunde;
4. Transporttechniek.

De aspecten zijn (hier komt de naam BOEI vandaan):
1. Brand;
2. Onderhoud;
3. Energie en Duurzaamheid;
4. Informatie wet- en regelgeving.

Sinds de RGD geen inhoudelijke betekenis meer vervult binnen de BOEI en de BOEI-systematiek aan de markt over laat is de indeling licht gewijzigd:
1. Bouwbesluit, veiligheid en gezondheid;
2. Onderhoud en beheer;
3. Energie en Duurzaamheid;
4. Inconformiteit overige wet- en regelgeving.

Omdat voor elk aspect ook elke discipline geldt (en andersom) zijn de geïntegreerde inspecties te verdelen in 16 vakken.
De RGD hanteerde de term RgdBOEI. In het veld werden later de termen BOEI-inspectie of BOEI-systematiek gebruikt.

### Vastlegging en vertaling
De BOEI-systematiek is een vastlegging van een situatie zoals die is / wordt aangetroffen. De systematiek staat niet toe dat de inspecteur zegt wat er moet gebeuren. De analogie met een röntgenfoto wordt vaak gebruikt om de systematiek binnen het werkveld van het onderhoud te plaatsen. De röntgenfoto legt vast dat er wat aan de hand is, de specialist bepaalt in overleg met zijn klant wat er moet gebeuren. De systematiek moet leiden tot een integrale inspectie met één inspectieverslag. Daarop volgt een advies. De BOEI-systematiek kiest ervoor deze petten strak gescheiden te houden.
Ten aanzien van de verschillende aspecten zijn de volgende methodes van inspecteren (nu al) als voorgeschreven vastgesteld door de RGD. Daarmee passen deze inspecties in de BOEI-systematiek:
- Onderhoud: Conditiemeting conform de NEN 2767. De NEN 2767 is een NEN-norm die wordt uitgegeven door de NEN.

## BOEI-functies
Er zijn vijf van elkaar te onderscheiden BOEI-functies:
- Beheerder;
- Adviseur;
- Onderhoudskundige;
- Inspecteur;
- Projectleider.

Deze functies kunnen niet zo maar gecombineerd worden in één persoon bij één project of voor één gebouw. De uitsluitingen zijn:
- Inspecteur en Adviseur (onverenigbare functies: onafhankelijk versus afhankelijk van de gebruiker of eigenaar).
- Inspecteur en Beheerder (onverenigbare functies als in: "de slager die zijn eigen vlees keurt").
- Inspecteur en Projectleider (onverenigbare functies: compromisloos bij de inspectie en compromissen sluitend in de uitvoering).
- Projectleider en Beheerder (onverenigbare functies als in: "de slager die zijn eigen vlees keurt").

De functies die wel combineerbaar zijn (in sommige gevallen verdient die combinatie zelfs de voorkeur):
- Onderhoudskundige met of adviseur of inspecteur of projectleider;
- Adviseur en Projectleider (verenigbaar: overdracht van advies uitvoering naar uitvoering, behoud van intelligentie, kennis, en compromissen ten aanzien van de BOEI ontwikkeling).

Alle andere combinaties worden niet uitgesloten, maar het streven is om de functies zo veel mogelijk gescheiden te houden.

### Inspecteren
De BOEI-inspecties worden uitgevoerd door één of meerdere samenwerkende BOEI-inspecteurs, die met elkaar één inspectiedocument aanleveren met de 16 benoemde velden. De RGD heeft voor de vastlegging specifieke software (genaamd CONDOR) laten ontwikkelen door derden. Omdat van belang is dat er een onafhankelijke inspectie wordt gehouden, is de inspecteur (zijn de samenwerkende inspecteurs) niet op de hoogte van de strategische of tactische visie of enige vorm van beleid van de eigenaar of gebruiker ten aanzien van het pand.
De discipline inspecteren kan worden uitgevoerd door een gecertificeerde inspecteur. Hij of zij draagt dan de titel "Integraal Inspecteur Vastgoed", afgekort IIV. Er is een "subtitel" ingevoerd om aan te geven in welke discipline of voor welk aspect de IIV'er is gecertificeerd. Bijvoorbeeld:
- meneer X is gecertificeerd voor IIV - Bouwkunde
- meneer Y is gecertificeerd voor IAV - Bouwkunde, Elektro en Werktuigbouwkunde
- meneer Z is gecertificeerd voor IAV - Brand

Binnen de inspectiewereld is er een functieniveau speciaal voor de woningen: de Integraal Woning Inspecteur. Deze persoon wordt vaak binnen de makelaardij door de koper aangesteld om de aankoopkeuring uit te voeren.

### Adviseren
De BOEI-inspectierapportage wordt door de BOEI-adviseur vertaald naar een advies. Omdat van belang is dat er een advies uit komt dat past bij de strategische en tactische overwegingen van de gebruiker of eigenaar wordt in het advies samengewerkt met gebruiker en eigenaar.
De Discipline Adviseren kan worden uitgevoerd door een gecertificeerde Adviseur. Hij of zij draagt dan de titel "Integraal Adviseur Vastgoed", afgekort IAV.
De adviseur en de gebruiker of eigenaar nemen gezamenlijk besluiten ten aanzien van de opstart en de voortgang van de onderhoudswerkzaamheden. Deze passen bij de inspecties en het advies.

### Uitvoeren
De BOEI rapportage en het gezamenlijk genomen besluit leiden tot een uitvoering van onderhoudswerkzaamheden die passen in de lijn BOEI-inspectie, BOEI-advies, BOEI-uitvoering. Het verschil met een gewone traditionele uitvoering is het volgende: waar in het verleden met de uitvoering uitdrukkelijk wordt gekozen om met één discipline de uitvoering ter hand nemen wordt nu gekozen voor een integrale discipline. In het verleden werd de uitvoering neergelegd bij één aannemer of onderaannemer. Vanaf de BOEI-uitvoering zal gekozen worden voor een multidisciplinair team in de uitvoering. Deze worden aangestuurd door een BOEI-projectleider. Dat voorkomt problemen die kunnen ontstaan als een van de disciplines uit het oog wordt verloren bij de uitvoering van de onderhoudswerkzaamheden.

### Beheren
Na de uitvoering treedt de fase van het beheer in. Vanaf dat moment is het gebouw opgenomen in de BOEI-systematiek en wordt het gebouw in een voorgeschreven cyclus beoordeeld. Deze beoordeling ligt weer geheel in de lijn BOEI-inspectie, BOEI-advies BOEI-uitvoering BOEI-beheer. In de fase van beheer is het dan ook van groot belang dat de ingevoerde BOEI-systematiek gehandhaafd blijft. De BOEI-beheerder houdt toezicht op de ontwikkelingen in aan en om het gebouw. Daarmee wordt geborgd dat het gebouw ook blijvend voldoet aan de gestelde eisen:
- veiligheid;
- gezondheid;
- bruikbaarheid;
- energie en duurzaamheid, milieu;
- maatschappelijke nuttigheid;
- schoonheid (indien daar ruimte voor is).

Indien noodzakelijk kan de BOEI-beheerder in voorkomende gevallen en in die gevallen waarin het hem of haar ontbreekt aan kennis gebruikmaken van een BOEI-inspecteur.

## Effect voor de klant
De klanten van de RgdBOEI-systematiek zijn er in twee soorten:
1. Eigenaren van vastgoed;
2. Gebruikers van vastgoed.

Wanneer de gebruiker niet de eigenaar is, is er sprake van huur of gebruik tegen een ander soort vergoeding (vaak een overheidssubsidie die direct aan de eigenaar wordt uitbetaald door het rijk, provincie of gemeente).
De voordelen voor de klanten zijn de volgende:
| Voordelen BOEI                                                    | Voor Eigenaren  | Voor Gebruikers          |
| ----------------------------------------------------------------- | --------------- | ------------------------ |
| Invloed op het proces                                             | groot voordeel  | weinig tot geen          |
| Last van het proces                                               | klein voordeel  | voordeel                 |
| Integrale afstemming                                              | groot voordeel  | weinig tot geen          |
| Meer planmatig onderhoud, minder klachten / storingen             | groot voordeel  | voordeel (lagere lasten) |
| Veiligere en gezondere werkomgeving                               | gering voordeel | geen voordeel            |
| Meer inzicht in tot stand komen van onderhoud, renovatie of sloop | voordeel        | geen voordeel            |

## Certificering
Ten behoeve van de BOEI-functies kan men zich Certificeren. De RGD wil op termijn alleen nog maar werken met gecertificeerde BOEI-functionarissen. BOEI-opleidingen kunnen gevolgd worden bij de volgende instellingen:
Opleiding:
- HU, Hogeschool Utrecht;
- HHS, Haagse Hogeschool;
- HAN, Hogeschool Arnhem Nijmegen;
- NVDO, Nederlandse Vereniging voor Doelmatig Onderhoud;
- AVVO, Academie voor Vastgoed Onderzoek;

Examens:
- SCEV, Stichting COMOG Examens Vastgoed.

De examens worden getoetst en geborgd door de SCEV. Na het behalen van het Examen, kan de functionaris zich laten registreren in de registers van het Sertum.

## Publicaties
- Rijksgebouwendienst, Handboeken RgdBOEI, edities najaar 2012, 2012 in vijf delen: Handboek deel 1 Algemeen ; Handboek Transport ; Handboek Elektrotechniek ; Handboek Bouwkunde ; Handboek Werktuigbouwkunde